# 8202 Gooley
8202 Gooley eller 1994 CX2 är en asteroid i huvudbältet som upptäcktes den 11 februari 1994 av de båda japanska astronomerna Kazuro Watanabe och Kin Endate vid Kitami-observatoriet. Den är uppkallad efter Barry Gooley.
Asteroiden har en diameter på ungefär 7 kilometer.